# Boissuelh (Dordonya)
Boissuelh (en francès Boisseuilh) és un municipi francès situat al departament de la Dordonya i a la regió de la Nova Aquitània.

## Demografia
| 1962                                       | 1968 | 1975 | 1982 | 1990 | 1999 | 2007 |
| ------------------------------------------ | ---- | ---- | ---- | ---- | ---- | ---- |
| 196                                        | 184  | 178  | 169  | 113  | 114  | 127  |
| Des de 1962: població sense dobles comptes |      |      |      |      |      |      |

## Administració
| Període   | Identitat      | Partit |
| --------- | -------------- | ------ |
| 1964-2008 | Michel Géral   |        |
| 2008-     | Gérard Mercier |        |